# Tommaso Guadagni

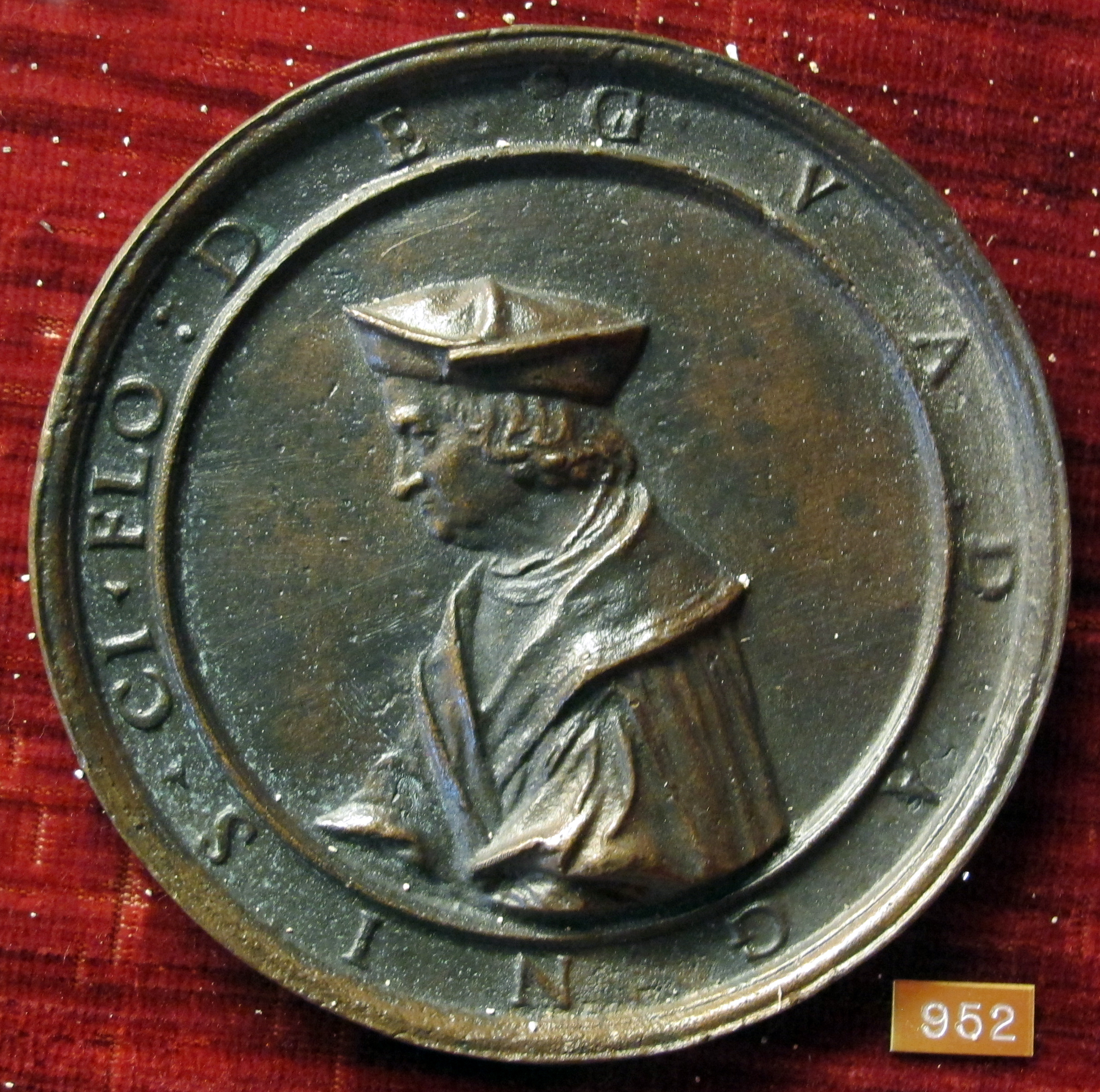
Anonimo, medaglia di Tommaso Guadagni, 1523

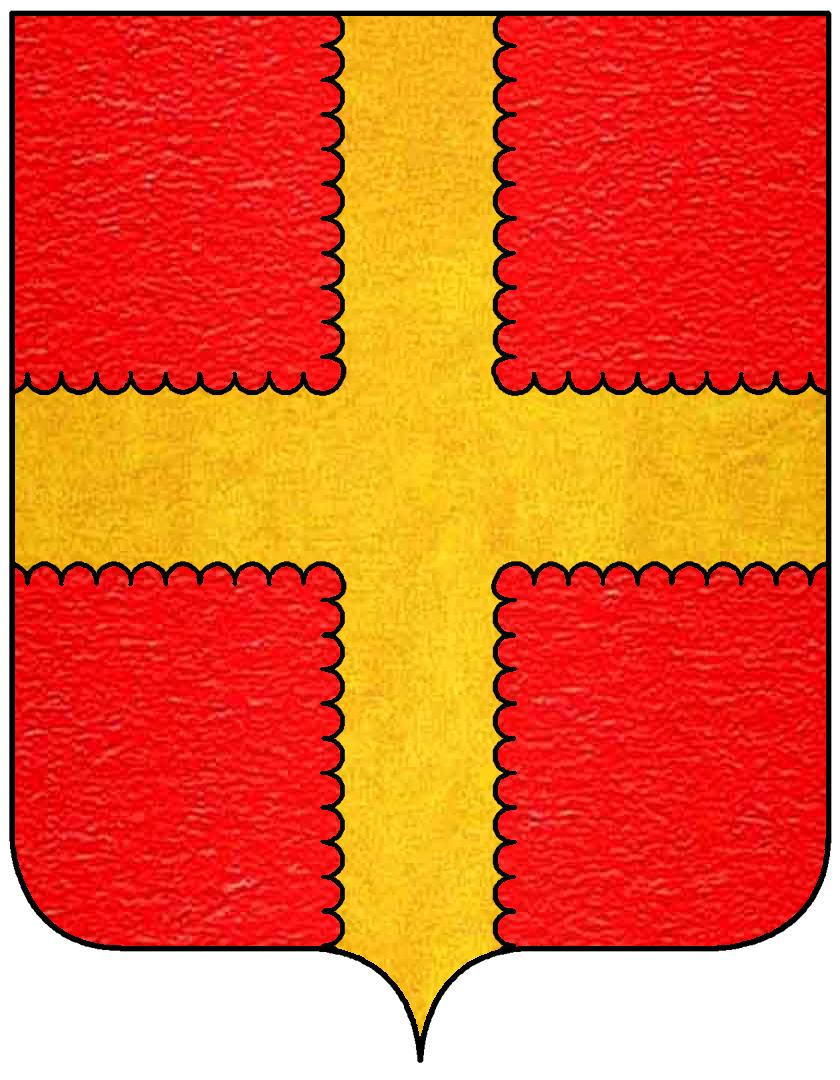
Stemma Guadagni

Tommaso Guadagni (fl. XVI secolo) è stato un mercante italiano del XVI secolo.

## Biografia
Facente parte di un'antica famiglia fiorentina, i Guadagni, esiliata nel XV secolo e riparata in Francia, divenne ivi un ricco mercante, nella nuova patria familiare. Dopo aver lavorato con i Pazzi, nel 1541 si trovava a Lione, come testimonia una lettera indirizzatagli da N. Martelli. 
Con la cattura di Francesco I di Francia da parte di Carlo V il Guadagni si offrì di prestare alla Corona francese cinquantamila ducati per il riscatto. Al ritorno del re venne premiato con un incarico nell'amministrazione reale e ricevette moltissimi onori e privilegi, tanto che alla sua scomparsa il suo patrimonio era smisuratamente grande, tra terre, edifici e opere d'arte.
Vasari lo citò nella biografia di Francesco Salviati come colui che portò in Francia il dipinto dell'Incredulità di San Tommaso, oggi al Louvre. Benvenuto Cellini lo nominò nella Vita, come "ricchissimo". Un esempio della sua influenza si può leggere nella vicenda del matrimonio di sua figlia Caterina, che rifiutò le offerte di Niccolò Alamanni nonostante le insistente della sovrana Caterina de' Medici.